# Ivan Janjušević
Ivan Janjušević (in serbo Иван Jaњушeвић?; Nikšić, 5 novembre 1986) è un ex calciatore montenegrino, di ruolo portiere.